# Untitled (Korn)
Untitled is het achtste album van de nu-metalband Korn, verschenen in 2007. Het is het eerste album zonder David Silveria en het tweede zonder Brian "Head" Welch.

## Tracklist
1. Intro - 1:57
2. Starting Over - 4:02
3. Bitch We Got a Problem - 3:23
4. Evolution - 3:37
5. Hold On - 3:06
6. Kiss - 4:09
7. Do What They Say - 4:17
8. Ever Be - 4:48
9. Love and Luxury - 3:01
10. Innocent Bystander - 3:28
11. Killing - 3:37
12. Hushabye - 3:52
13. I Will Protect You - 5:29

Totale speelduur - 46:46